# Вода і водоочисні технології. Науково-технічні вісті
«Вода і водоочисні технології. Науково-технічні вісті» (анг. Water&Water Purification Technologies. Scientific and Technical News) — журнал для наукових та технічних спеціалістів водної та суміжною з нею галузей науки і техніки, а також студентів, аспірантів та викладачів ЗВО.
У журналі особлива увага приділяється питанням науково-технічного обґрунтування процесів підготовки води та їх практична реалізація, науковим аспектам проблем якості води та водоочищення.
Засновниками журналу є Національний технічний університет України «Київський політехнічний інститут Ігоря Сікорського» та Українська Водна Спілка. До Редакційної колегії журналу увійшли провідні вчені та спеціалісти в галузі водопідготовки та водоочищення як України, так і інших країн світу.

## Галузь та проблематика збірника
- Фізико-хімічні основи водопідготовки
- Якість води та методи її аналізу
- Методи підготовки питної води
- Підготовка води для промислових підприємств
- Очищення стічних вод
- Безстічні схеми та утилізація
- Матеріали і устаткування для водопідготовки
- Математичне моделювання і оптимізація
- Гігієнічні аспекти водопідготовки та водоочищення
- Екологічні проблеми процесів водопідготовки
- Вода і здоров'я
- Нетрадиційні підходи і методи водопідготовки
- Нетрадиційні очисні технології[2]

За тематичним спрямуванням видання буде цікавим як для широкого загалу, так і для представників конкретних науково-технічних сфер, зокрема спеціалістів, наукових співробітників, викладачів, аспірантів та студентів.

## Редакційний штат
Головний редактор
Лінючева Ольга Володимирівна, доктор технічних наук, професор, КПІ ім. Ігоря Сікорського, Україна.
Заст. гол. редактора
Донцова тетяна Анатоліївна, доктор технічних наук, КПІ ім. Ігоря Сікорського, Україна.
Відповідальний секретар
Літинська Марта Ігорівна, кандидат технічних наук, КПІ ім. Ігоря Сікорського, Україна.

## Індексування
Журнал включено до міжнародних баз даних, репозитаріїв та пошукових систем: Google Scholar, ElAKPI.